# 福井市社南小学校
福井市社南小学校（ふくいし やしろみなみしょうがっこう）は、福井県福井市種池二丁目にある公立小学校。

## 沿革
- 1872年 - 学制発布より以降、現在の校下に複数の小学校が設置される。
- 1873年9月 - 福村小学校、下江守小学校、南江守小学校、南居小学校が開校。
- 1874年 - 福村小学校が淵小学校と改称。
- 1886年 - 淵小学校が淵泉小学校、下江守小学校が秀明小学校、南居小学校が合谷小学校と改称。南江守小学校が廃校し、南江守村は合谷小学校、舞屋村は淵泉小学校に通学。
- 1889年 - 町村制施行により足羽郡社村淵泉小学校、秀明小学校、合谷小学校となる。
- 1892年 - 学制改革により淵泉小学校と秀明小学校が江守尋常小学校と統合、合谷小学校が周南尋常小学校と改称。南江守は江守尋常小学校に通学。
- 1903年 - 周南尋常小学校が南居尋常小学校と改称。
- 1924年 - 2校統合、南居尋常小学校が江守尋常小学校南居分校となる。
- 1935年 - 江守尋常小学校が現在地に新築移転。
- 1936年 - 社南尋常小学校に改称。
- 1941年4月1日 - 社南国民学校に改称。
- 1947年4月1日 - 社南小学校に改称。
- 1954年4月1日 - 足羽郡社村が福井市に編入合併、福井市社南小学校となる。
- 1961年 - 校歌制定。
- 1973年 - 南居分校閉鎖。
- 1974年 - 開校百年祭挙行。
- 2007年4月1日 - 2学期制を開始。

## 学校周辺
- 福井南警察署
- 福井運動公園
  - 福井県営球場
- 福井市至民中学校
- 福井市社中学校
- 福井県立科学技術高等学校
- 福井県立道守高等学校

## 著名な出身者
- 坪川信三 - 政治家（元福井市長、建設大臣、総理府総務長官、沖縄開発庁長官）
- 高橋愛 - モーニング娘。のリーダー　※坂井市立春江小学校へ転校

## アクセス
- 京福バス
  - 70 運動公園線（有楽町先回り）「種池」下車。
  - 71 運動公園線（ベル前先回り）「種池」下車。
  - 77 清水山線「種池」下車。